# Mezquita Moulay Abdallah
La Mezquita Moulay Abdallah o Mezquita de Moulay Abdallah es una mezquita y complejo de necrópolis real situado en el centro del distrito Moulay Abdallah en Fes Jdid, la histórica ciudad-palacio y ciudadela de Fez, Marruecos. Fue fundada por el sultán alauí Moulay Abdallah, que está enterrado en la necrópolis adyacente junto con miembros posteriores de la dinastía.

## Descripción
La mezquita está situada en Fes Jdid ("Nueva Fez"), que originalmente era una ciudadela real y administrativa fundada en 1276 por la dinastía Meriní.  Fes Jdid albergó originalmente a muchas de las tropas del sultán y el palacio real hasta los tiempos modernos. En el siglo XVII, el sultán alauí Moulay Rashid construyó la gran Qaṣba Shrārda al norte de Fes Jdid para albergar a sus tropas tribales, lo cual hizo que se liberara espacio en la ciudad. Esto incluía la zona noroeste de Fes Jdid, que luego se convirtió en el barrio de Moulay Abdallah desde principios del siglo XVIII en adelante.: 296  Aquí es donde el sultán Moulay Abdallah (que gobernó de forma intermitente entre 1729 y 1757) erigió la mezquita y donde él mismo fue enterrado después de su muerte. 
La mezquita también tuvo una madrasa que ofrecía formación inicial (en estudios coránicos) a estudiantes con menos educación antes de que fueran a estudiar a la Universidad de Qarawiyyin, en Fes el Bali.: 463  También se encuentra (o se encontraba) un antiguo baño turco justo al oeste de la mezquita.

## Necrópolis real

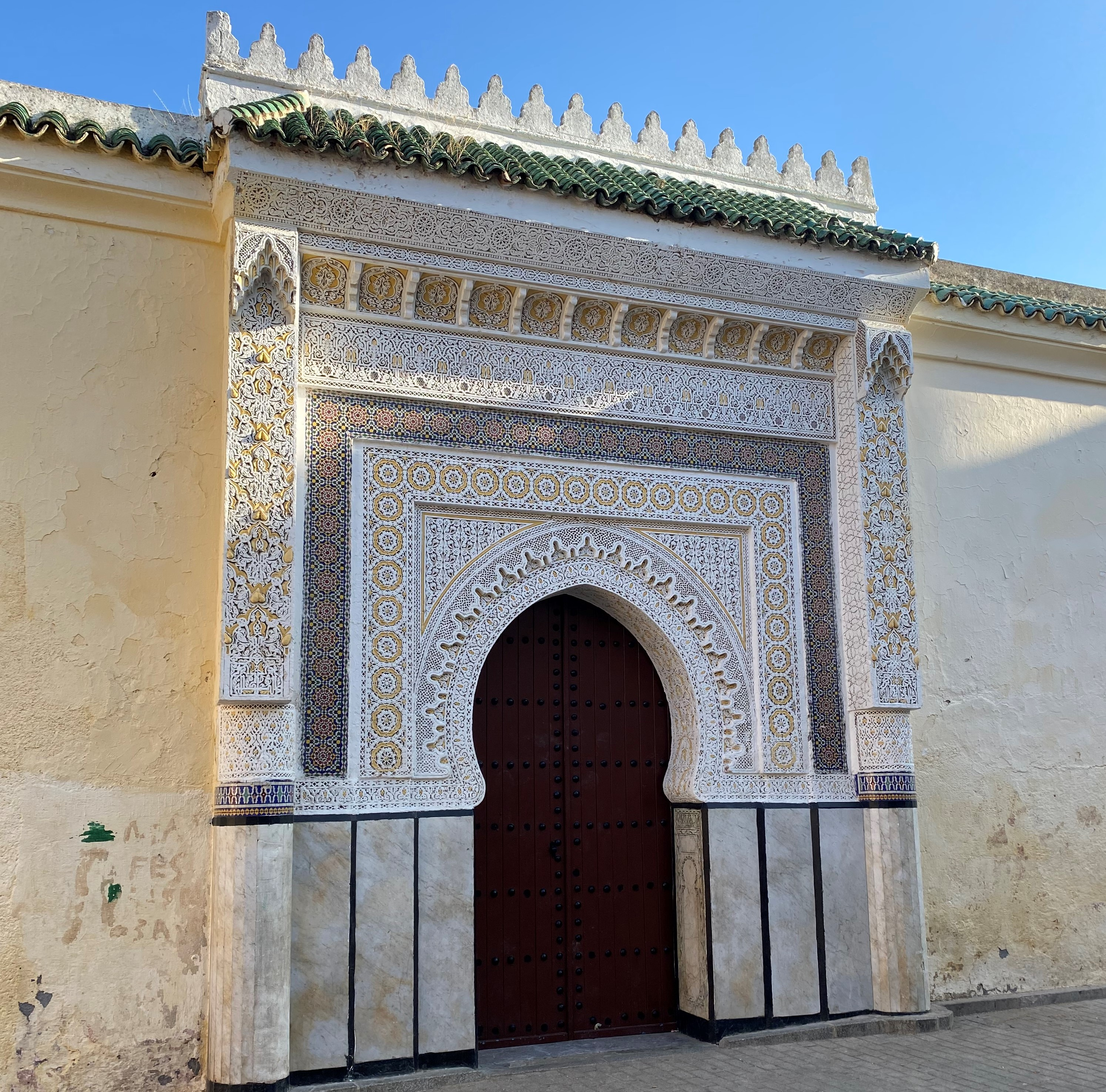
Puerta de entrada independiente a la necrópolis en el lado sur de la Mezquita.

La necrópolis ocupa la parte sur del complejo de la mezquita y consta de dos patios, una sala de oración y la propia sala de enterramiento.: 127  Según Henri Bressolette, la necrópolis existía ya en el siglo XVII, pero fue remodelada hasta su forma actual por Muhammad ibn Abd ar-Rahman a mediados del siglo XIX (antes de su ascenso al trono en 1859, mientras todavía servía como diputado de su padre Abd al-Rahman). Khanatha bint Bakkar fue enterrada aquí  así como su hijo el sultán Moulay Abdallah. Sin embargo, sus sucesores inmediatos fueron enterrados en otros lugares: Mohammed III (m. 1790)  y Hasán I (m. 1894) en Rabat, Al-Yazid (m. 1792) en las tumbas saadíes en Marrakech, Abd ar-Rahmán (m. 1859) en el Mausoleo de Moulay Ismail en Meknes, y Mohammed IV (m. 1873) en la casa ancestral alauita de Tafilalt. 
La mezquita recuperó su uso como necrópolis de la dinastía alauí con el sultán Mulay Yúsuf, que fue enterrado aquí en 1927, seguido por sus predecesores depuestos Abd al-Hafid en 1937 y Abd al-Aziz en 1943 y su esposa Lalla Yacout en 1953. La tradición se interrumpió nuevamente cuando los gobernantes posteriores Mohammed V (fallecido en 1961) y Hasán II (fallecido en 1999) fueron enterrados en Rabat, en el Mausoleo de Mohammed V erigido entre 1961 y 1971 cerca de la Torre Hasán.